# Vestergrenopsis
Vestergrenopsis är ett släkte av lavar. Vestergrenopsis ingår i familjen Placynthiaceae, ordningen Peltigerales, klassen Lecanoromycetes, divisionen sporsäcksvampar och riket svampar.
|                 | Placynthium                               |
|                 |                                           |
|                 | Antarctomia                               |
|                 |                                           |
| Vestergrenopsis | \| \| Vestergrenopsis elaeina \| \| \| \| |
|                 | \| \| Vestergrenopsis elaeina \| \| \| \| |
|                 | Koerberia                                 |
|                 |                                           |
|                 | Vestergrenopsis elaeina                   |
|                 |                                           |

|  | Vestergrenopsis elaeina |
|  |                         |